# Raid Pavia-Venezia

Il raid Pavia-Venezia é una competizione internazionale di motonautica riservata a varie tipologie di imbarcazioni leggere a motore, suddivise per categorie, che parte da Pavia, sul fiume Ticino, attraversa il fiume Po e si conclude nella Laguna di Venezia, dopo 413 chilometri. È considerata la più lunga e antica competizione motonautica in acque interne del mondo.

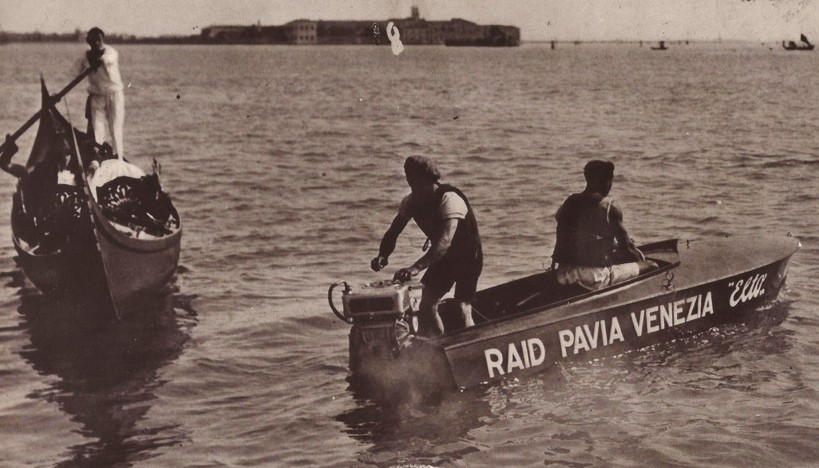
Il vincitore del primo raid Pavia-Venezia Ettore Negri al suo arrivo in laguna (1929)

## Storia
Nel 1908 si svolse quella che può essere considerata l'antesignana del raid Pavia-Venezia, una gara fra “natanti veloci” sul percorso Piacenza-Venezia, la quale impressionò Vincenzo Balsamo, ingegnere napoletano appassionato di nautica che presiedeva il Gruppo Motonautico della Lega Navale di Milano. Egli propose alla Società Canottieri Ticino di Pavia di organizzare un raid da Pavia a Venezia lungo un percorso di oltre quattrocento chilometri che toccasse il Ticino, il Po e poi, attraverso il canale di Brondolo, che a quel tempo era chiamato Canale Vittorio Emanuele III, sboccasse in Laguna, a Chioggia, raggiungendo infine Venezia. La proposta fu accettata e la prima edizione si svolse domenica 6 giugno 1929 che fu vinta da Ettore Negri, assistito dal meccanico Luigi Calvi, percorrendo il tragitto in 11 ore e 36 minuti, con uno scafo spinto da un piccolo fuoribordo Elto da 350 cc. Al secondo posto si piazzò il conte Franco Mazzotti. A partire da quella edizione la Pavia-Venezia venne effettuata regolarmente per 10 anni, fino al 1939. Nel corso di queste edizioni le medie orarie mutarono drasticamente, passando  dalle oltre 11 ore di Ettore Negri alle sette ore e 52 minuti di Carlo Rusconi, vincitore nel 1939. Tuttavia il pilota che ottenne medie molto alte nei tragitti più lineari del Po, fu il conte Theo Rossi di Montelera il quale però guidava un "idroscivolante", un battello con l'elica aerea, nettamente più veloce, e tecnicamente più avanzato, degli scafi con l’elica immersa, a simboleggiare il pionierismo di quegli anni. 

Un idroscivolante in azione sul Ticino nel 1936; probabilmente quello guidato da Vito Mussolini, nipote del Duce, assieme al principe Ruspoli

Fu difatti proprio Rossi di Montelera il corridore che negli anni prima della seconda guerra mondiale primeggiò nella prova speciale che sarebbe poi stata legata al suo nome all’interno del raid Pavia-Venezia. Egli, a bordo degli idroscivolanti con l'elica, percorse col miglior tempo il tratto Piacenza-Cremona, vincendo le edizioni 1933, 1934 e 1935 del trofeo a lui intitolato, la Coppa Theo Rossi di Montelera, che successivamente si sarebbe però svolta prevalentemente sul percorso, più lungo, tra Revere e Pontelagoscuro, di 55 chilometri. I natanti portati in gara da Rossi di Montelera, più idrovolanti che imbarcazioni, attiravano molta gente sia alla partenza da Pavia che all’arrivo a Venezia. Rossi di Montelera, personaggio molto popolare, fu persino ricevuto dal Presidente degli Stati Uniti d'America Franklin Delano Roosevelt durante un viaggio in America. Nel 1936, con uno di questi avveniristici mezzi prese parte alla gara Vito Mussolini (nipote del Duce) al rientro dalla guerra d'Etiopia. Da rilevare ancora, in quel particolare decennio, i successi ottenuti da Pina Capè, vincitrice assoluta di due raid Pavia-Venezia negli anni 1934 e 1935 (media 70,909 km/h), unica donna ad aver ottenuto simili affermazioni in tutta la storia del raid.
Senza più gli idroscivolanti, chiamati anche “idroscafi”, frutto di un'epoca ormai alle spalle, il raid riprese nel 1952 con il dominio questa volta dei veloci motoscafi di provenienza americana, detti “racer”, equipaggiati con potenti motori entrobordo e profili bassi e aerodinamici (simili a quelli delle auto da corsa di formula uno), i quali diventeranno i protagonisti assoluti sino ai giorni nostri. Nel periodo 1954-1963 si mise in evidenza Augusto Cometti che vinse ben sei edizioni. Cometti era favorito dal fatto che conosceva meglio di chiunque altro il tragitto di gara percorrendolo decine di volte durante l’anno. Nel 1963 sfiorò i 160 km/h di media, arrivando al traguardo in 2h 26 ’45’’, anno in cui fu stabilito il record assoluto di partenti con 152 iscritti. Il 1977 regalò alla corsa un nuovo primato di velocità: 168 km/h per l’entrobordo del vincitore Beltrami che si vide però superato l’anno dopo da Renato Molinari che percorse il tratto da Pavia a Venezia in poco più di due ore, a 187 km/h di media.
Nel 1980, con il Po quasi asciutto e pochi iscritti, Antonio Petrobelli ottenne il suo primo successo, mentre l’anno successivo fu Eugenio Molinari a vincere. Nel 1982 vince Giovanni Cima e il 1983 è ricordato per il ritorno agli oltre 100 iscritti e per la vittoria di Alberto Fioretta. Nel 1984 prosegue il dominio di Antonio Petrobelli, il quale vincerà tutte le edizioni fino al 1990, lasciando a Mauro Danini solo quella del 1989. Proprio l’ultima vittoria di Petrobelli del 1990 fu quella del record, poco più di un’ora e 17 minuti alla media di 198,96 km/h, anche se la partenza venne data da Cremona per il basso livello del Po.
Lo scafo era un entrobordo Celli motorizzato BPM. Gli anni Novanta segnano però anche l’inizio del declino, con il calo drastico dei partenti. Le prestazioni dei protagonisti sono però eccellenti: nel 1992 Giuseppe Landini trionfa alla media oraria di 192.50 km/h, ancora una volta tuttavia la partenza è da Cremona. L’inizio del nuovo millennio porta al duopolio costituito da Dino Zantelli e Fabio Buzzi, rispettivamente vincitori nel tempo di otto e due edizioni. Nel periodo si devono tuttavia registrare   tre annullamenti per la secca del Po e per problemi organizzativi. Nel 2005 per la prima volta la media supera il muro dei 200 km/h: il vincitore Zantelli (alla sua quarta vittoria, ma, come detto, ne aggiungerà altre quattro negli anni successivi) con il suo fuoribordo Clerici, motorizzato Mercury, raggiunse la media di 203,34 km/h coprendo il percorso in poco più di un’ora e 44 minuti. Nel 2008 vi sono stati 30 partenti e l'anno successivo solo due in più. Dal 2012 al 2020, per problemi organizzativi, prevalentemente dovuti alle insufficienti condizioni idrico fluviali, non c’è stato alcun raid Pavia-Venezia, il quale è tornato a svolgersi nel 2021 e nel 2023, sino alla 71ª edizione del 2024 che ha visto vincitore Guido Cappellini a bordo del suo DAC-Mercury della Abu Dhabi Marine Sports. Quest’ultima ha preso il via il 2 giugno 2024 dalla sede dell’Associazione Motonautica di Pavia con l’arrivo, per le condizioni meteorologiche, a Porto Viro (Rovigo), per un totale di 433 chilometri. Nel 2025 il pluricampione comasco, con lo stesso mezzo del Team Abu Dhabi, dotato del nuovo motore Mercury 360 APX a quattro tempi, vince per la terza volta stabilendo il nuovo record: 1 ora, 41 minuti e 54 secondi, alla media di 207,26 km/h. A Cappellini è andata anche la coppa Montelera e quella intitolata alla memoria di Paolo Masiero, istituita nel 2021 ed attribuita al vincitore del primo posto assoluto del Raid, che la tiene per un anno, fino all'edizione successiva. Secondo posto per l’equipaggio composto da Diego Lacchini e Fabio Maccabruni, categoria Diporto 3:1 (media 151,71), terzo Giovanni Micheli, (cat. Touring Cup 3:1).
Il raid internazionale Pavia-Venezia é, dal 1934, organizzato dall’Associazione Motonautica Pavia in collaborazione con l’Associazione Motonautica Venezia, sotto l’egida della Federazione Italiana Motonautica.

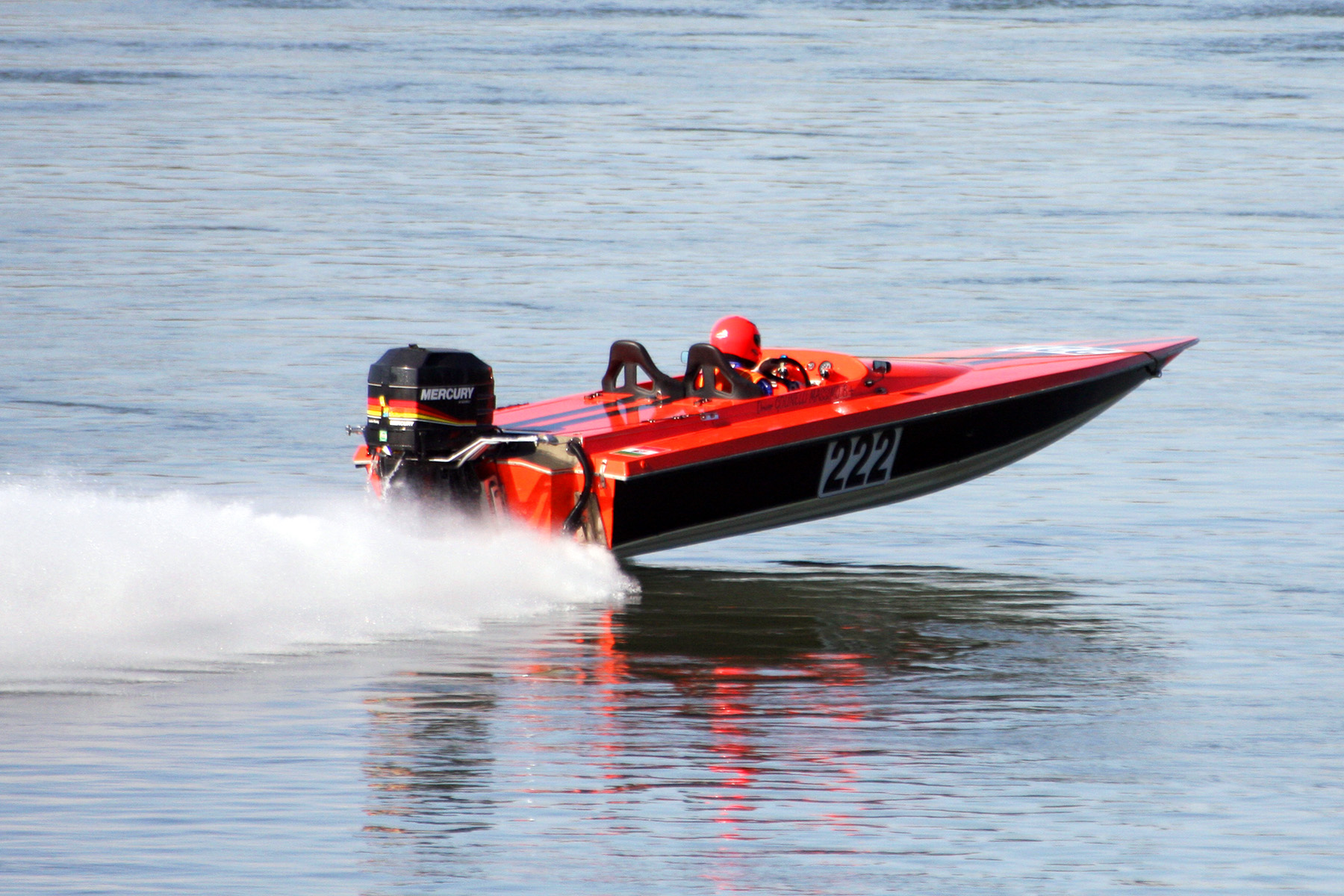
Un concorrente al 66º Raid Pavia-Venezia sul fiume Po, nei pressi di Suzzara (Mantova)

 Oltre ai vari già citati campioni di motonautica, il raid Pavia-Venezia ha visto nelle passate edizioni la partecipazione di personaggi famosi come il tennista Adriano Panatta, l'imprenditore Alessandro Benetton, il pilota di Formula 1 Clay Regazzoni, lo sciatore Kristian Ghedina e l'organizzatore della Parigi-Dakar Thierry Sabine.

## Percorso e regolamento di gara
Secondo il regolamento in vigore per l'edizione 2025, i partecipanti cominciano a percorrere i tradizionali 413 chilometri del raid Pavia-Venezia partendo dall’Associazione Motonautica Pavia sul fiume Ticino con marcia di trasferimento a velocità ridotta sino al Ponte della Becca, alla confluenza col fiume Po. Dal Ponte della Becca inizia la gara a tempo cronometrato con rilevamento dei tempi effettivi. Il primo tratto, pari a 89 chilometri, è tra il Ponte della Becca e Isola Serafini (Piacenza). A Isola Serafini si tengono le operazioni di conca e il tempo viene neutralizzato. In conca non sono consentiti i rifornimenti, sono solo possibili eventuali trasbordi nella stessa tramite gru. Il secondo tratto cronometrato, pari a 48 km, è tra Isola Serafini e Torricella di Sissa (Parma). Qui è organizzato il punto di rifornimento, con tempo massimo pari a 30 minuti, salvo deroghe autorizzate dai commissari preposti ai controlli. Il terzo, e ultimo, tratto cronometrato, per un totale di 215 km, si svolge tra Torricella di Sissa e Voltagrimana (Rovigo), al cui interno si tiene la prova speciale valida per l'assegnazione della Coppa Theo Rossi di Montelera che si disputa tra Revere e Pontelagoscuro. Questa costituisce una gara a parte della lunghezza di 55 chilometri. Gli ultimi 20 chilometri, tra Voltagrimana e Marina di Brondolo (Chioggia), prevedono un trasferimento obbligatorio da percorrere in un tempo imposto lungo il Canale Po Brondolo e il Canale di Valle. Il tratto finale é invece percorso in parata solo dai primi classificati di classe sino all'Arsenale di Venezia, dove si svolge la premiazione, concludendo così il percorso per un totale generale di 413 chilometri.
Dal 2021 è stato avviato un nuovo corso in collaborazione con l'Associazione Motonautica Venezia consentendo la partecipazione alle imbarcazioni da turismo suddivise in sei classi Diporto in modo da suscitare nuovo interesse e ampliare il numero degli aderenti. Venti categorie hanno preso il via nell'edizione svoltasi il 2 giugno 2025, ognuna rappresentativa di caratteristiche e prestazioni diverse: Formula1, Racer, Touring Cup (sei classi), Diporto (otto classi), Honda Offshore, Aquabike (due classi) e Sciatori Nautici.

## Curiosità
Durante il primo raid del 1929 fece notizia la gara della signorina Franci Balboni che, in ritardo per alcuni incidenti, tagliò il traguardo di Venezia dopo oltre 40 ore, cioè quasi due giorni dopo l’arrivo del vincitore Ettore Negri.
Nel dopoguerra i motoscafi più piccoli partivano prima dell’alba, poi era la volta delle altre categorie e, a mezzogiorno, degli scafi più potenti.
Nelle edizioni anteguerra il secondo pilota era quasi sempre scelto per le sue conoscenze della navigazione fluviale sul Po e sul Ticino e non per le sue abilità di meccanico.

## Albo d'oro
| EDIZIONE | EDIZIONE | ANNO     | ANNO     | ANNO            | PILOTA | PILOTA | COPILOTA | COPILOTA | TEMPO (h:m:s) | MEDIA (kmh) | CATEGORIA | SCAFO | MOTORE |
| 1        | 1        | 1929     | 1929     | 1929            | Negri Ettore | Negri Ettore | Calvi L. | Calvi L. | 11:26:23 | 36.670 | fuorib. | Celli | Elto |
| 2        | 2        | 1930     | 1930     | 1930            | Rossi di Montelera | Rossi di Montelera | Celli M. | Celli M. | 9:05:39 | 45.523 | entrob. | Picchiotti | Mazzotti |
| 3        | 3        | 1931     | 1931     | 1931            | Riva Serafino | Riva Serafino | Guerrini G. | Guerrini G. | 8:00:50 | 51.660 | fuorib. | Picchiotti | Elto Mazotti |
| 4        | 4        | 1932     | 1932     | 1932            | Riva Serafino | Riva Serafino | Calvi L. | Calvi L. | 7:57:27 | 52.026 | fuorib. | Riva | Elto Biseo |
| 5        | 5        | 1933     | 1933     | 1933            | Casaliní Carlo | Casaliní Carlo | Ronchi L. | Ronchi L. | 9:01:26 | 47.983 | fuorib. | Passarin | Laros Rossi |
| 6        | 6        | 1934     | 1934     | 1934            | Capè Pina | Capè Pina | Lo Staffa R. | Lo Staffa R. | 6:48:17 | 63.631 | entrob. | Siai | B.P.M. Rossi |
| 7        | 7        | 1935     | 1935     | 1935            | Capè Pina | Capè Pina | Lo Staffa R. | Lo Staffa R. | 6:06:23 | 70.909 | entrob. | Siai | B.P.M. Rossi |
| 8        | 8        | 1936     | 1936     | 1936            | Fini Giuseppe | Fini Giuseppe | Ostrati D. | Ostrati D. | 7:57:04 | 54.368 | fuorib. | Riva | Elto Rossi |
| 9        | 9        | 1937     | 1937     | 1937            | Castiglioni Am. | Castiglioni Am. | Marchetti E. | Marchetti E. | 7:15:04 | 60.481 | entrob. | Ventnor | Ford Gorini |
| 10       | 10       | 1938     | 1938     | 1938            | Castiglioni Am. | Castiglioni Am. | Marchetti E. | Marchetti E. | 7:32:43 | 56.921 | entrob. | Ventnor | Ford Gorini |
| 11       | 11       | 1939     | 1939     | 1939            | Rusconi Carlo | Rusconi Carlo | Ossola R. | Ossola R. | 7:52:00 | 55.045 | entrob. | Riva | B.P.M. Gorini |
| 12       | 12       | 1952     | 1952     |                 | Toselli Carlo | Toselli Carlo | Toselli F. | Toselli F. | 6:22:49 | 68.760 | entrob. | Xilon | Lancia Oss. |
| 13       | 13       | 1953     | 1953     |                 | Rivolta Renzo | Rivolta Renzo | Molli G. | Molli G. | 5:41:29 | 76.079 | entrob. | Abbate | B.P.M. |
| 14       | 14       | 1954     | 1954     |                 | Cometti Augusto | Cometti Augusto | Cometti | Cometti | 3:28:04 | 124.864 | entrob. | Abbate | B.P.M. |
| 15       | 15       | 1955     | 1955     |                 | Cometti Augusto | Cometti Augusto | Cometti | Cometti | 4:11:10 | 97.224 | entrob. | Abbate | B.P.M. |
| 16       | 16       | 1956     | 1956     |                 | Goitre Gianni | Goitre Gianni | Picchio A. | Picchio A. | 5:18:49 | 76.593 | fuorib. | Cantarelli | Mercury |
| 17       | 17       | 1957     | 1957     |                 | Cometti Augusto | Cometti Augusto | Cometti | Cometti | 2:57:28 | 137.474 | entrob. | Timossi | B.P.M. |
| 18       | 18       | 1958     | 1958     |                 | Marega Tarcisio | Marega Tarcisio | Marega A. | Marega A. | 3:10:28 | 128.205 | entrob. | Timossi | B.P.M. |
| 19       | 19       | 1959     | 1959     |                 | Cometti Augusto | Cometti Augusto | | | 2:29:46 | 161.851 | entrob. | Timossi | B.P.M. |
| 20       | 20       | 1960     | 1960     |                 | Cometti Augusto | Cometti Augusto | | | 2:52:16 | 141.756 | entrob. | Timossi | B.P.M. |
| 21       | 21       | 1961     | 1961     |                 | Celli Dino | Celli Dino | | | 3:29:40 | 116.470 | entrob. | Celli | Custom |
| 22       | 22       | 1962     | 1962     |                 | Doglioli Gianfranco | Doglioli Gianfranco | | | 4:57:44 | 81.950 | fuorib. | Molinari | Mercury |
| 23       | 23       | 1963     | 1963     |                 | Cometti Augusto | Cometti Augusto | | | 2:26:45 | 159.845 | entrob. | Timossi | B.P.M. |
| 24       | 24       | 1964     | 1964     |                 | Casanova Leopoldo | Casanova Leopoldo | | | 3:34:18 | 109.191 | entrob. | S.Marco | AlfaRomeo |
| 25       | 25       | 1965     | 1965     |                 | Casanova Leopoldo | Casanova Leopoldo | | | 2:57:39 | 131.718 | entrob. | Popoli | Alfa Romeo |
| 26       | 26       | 1966     | 1966     |                 | Marchisio Ermanno | Marchisio Ermanno | | | 3:39:33 | 106.451 | entrob. | Celli | B.P.M. |
| 27       | 27       | 1967     | 1967     |                 | Faroppa Renzo | Faroppa Renzo | | | 2:46:23 | 140.639 | entrob. | Molivio | B.P.M. |
| 28       | 28       | 1968     | 1968     |                 | Caimi Guido | Caimi Guido | | | 2:47:12 | 136.615 | entrob. | Molinari | Alfa Romeo |
| 29       | 29       | 1969     | 1969     |                 | Rasini Carlo | Rasini Carlo | | | 2:40:22 | 139.951 | fuorib. | Molinari | Mercury |
| 30       | 30       | 1970     | 1970     |                 | Brunelli Roberto | Brunelli Roberto | | | 2:22:07 | 145.854 | entrob. | Timossi | B.P.M. |
| 31       | 31       | 1971     | 1971     |                 | Brunelli Roberto | Brunelli Roberto | | | 2:27:11 | 164.653 | entrob. | Timossi | B.P.M. |
| 32       | 32       | 1972     | 1972     |                 | Brunelli Roberto | Brunelli Roberto | | | 2:30:10 | 158.983 | entrob. | Timossi | B.P.M. |
| 33       | 33       | 1973     | 1973     |                 | Molinari Renato | Molinari Renato | | | 2:51:17 | 155.610 | entrob. | Molinari | Mercury |
| 34       | 34       | 1974     | 1974     |                 | Petrobelli Antonio | Petrobelli Antonio | | | 2:20:41 | 166.331 | entrob. | Timossi | B.P.M. |
| 35       | 35       | 1975     | 1975     |                 | Colnaghi Giuseppe | Colnaghi Giuseppe | | | 2:33:12 | 150.000 | entrob. | Molinari | Mercruiser |
| 36       | 36       | 1976     | 1976     |                 | Colnaghi Giuseppe | Colnaghi Giuseppe | | | 2:31:27 | 151.733 | entrob. | Clerici | Mercury |
| 37       | 37       | 1977     | 1977     |                 | Beltrami Annibale | Beltrami Annibale | | | 2:16:07 | 168.825 | entrob. | Molinari | B.P.M. |
| 38       | 38       | 1978     | 1978     |                 | Molinari Renato | Molinari Renato | | | 2:02:42 | 187.286 | fuorib. | Molinari | Evinrude |
| 39       | 39       | 1979     | 1979     |                 | Molinari Renato | Molinari Renato | | | 2:12:27 | 176.670 | fuorib. | Molinari | Evinrude |
| 40       | 40       | 1980     | 1980     |                 | Petrobelli Antonio | Petrobelli Antonio | | | 2:14:54 | 170.348 | entrob. | Timossi | B.P.M. |
| 41       | 41       | 1981     | 1981     |                 | Molinari Eugenio | Molinari Eugenio | | | 2:34:30 | 148.737 | entrob. | Molinari | B.P.M. |
| 42       | 42       | 1982     | 1982     |                 | Cima Giovanni | Cima Giovanni | | | 2:30:54 | 152.286 | entrob. | Cima | B.P.M. |
| 43       | 43       | 1983     | 1983     |                 | Fioretta Alberto | Fioretta Alberto | | | 2:33:35 | 152.360 | fuorib. | Molinari | Mercury |
| 44       | 44       | 1984     | 1984     | (a)             | Petrobelli Antonio | Petrobelli Antonio | | | 1:58:55 | 188.703 | entrob. | Celli | B.P.M. |
| 45       | 45       | 1985     | 1985     | (a)             | Petrobelli Antonio | Petrobelli Antonio | | | 1:59:32 | 187.730 | entrob. | Celli | B.P.M. |
| 46       | 46       | 1986     | 1986     | (a)             | Petrobelli Antonio | Petrobelli Antonio | | | 2:04:45 | 179.880 | entrob. | Celli | B.P.M. |
| 47       | 47       | 1987     | 1987     |                 | Petrobelli Antonio | Petrobelli Antonio | | | 2:01:39 | 184.460 | entrob. | Celli | B.P.M. |
| 48       | 48       | 1988     | 1988     | (a)             | Petrobelli Antonio | Petrobelli Antonio | | | 2:01:15 | 185.072 | entrob. | Celli | B.P.M. |
| 49       | 49       | 1989     | 1989     | (a)             | Danini Mauro | Danini Mauro | | | 2:18:08 | 158.108 | entrob. | Molinari | Lamborghini |
| 50       | 50       | 1990     | 1990     | (b)             | Petrobelli Antonio | Petrobelli Antonio | | | 1:17:30 | 198.968 | entrob. | Celli | B.P.M. |
| 51       | 51       | 1991     | 1991     |                 | Gervasoni Angelo | Gervasoni Angelo | Bianchini M. | Bianchini M. | 2:24:37 | 147.286 | entrob. | Mostes | B.P.M. |
| 52       | 52       | 1992     | 1992     | (b)             | Landini Giuliano | Landini Giuliano | | | 1:20:06 | 192.509 | entrob. | Molinari | Lamborghini |
| 53       | 53       | 1993     | 1993     |                 | Caramelli Maurizio | Caramelli Maurizio | | | 1:51:21 | 191.289 | entrob. | Lucini | Mercury |
| 54       | 54       | 1994     | 1994     |                 | Nordio Pier Luigi | Nordio Pier Luigi | Comparato F. | Comparato F. | 2:35:31 | 136.963 | entrob. | Nordio | Mercury |
| 55       | 55       | 1995     | 1995     |                 | Ranieri Roberto | Ranieri Roberto | | | 1:52:28 | 189.890 | fuorib. | Burgess | Mercury |
| 56       | 56       | 1996     | 1996     | (a)             | Spacio Secondo | Spacio Secondo | | | 2:19:50 | 152.324 | entrob. | Lucini | Alfa Romeo |
| 57       | 57       | 1997     | 1997     |                 | Sterza Giuseppe | Sterza Giuseppe | | | 2:05:53 | 167.071 | entrob. | Molinari | B.P.M. |
| 58       | 58       | 1998     | 1998     |                 | Zantelli Dino | Zantelli Dino | | | 2:34:24 | 137.950 | entrob. | Lucini | Alfa Romeo |
| 59       | 59       | 1999     | 1999     |                 | Parmeggiani Enrico | Parmeggiani Enrico | | | 2:11:02 | 162.550 | fuorib. | Clerici | Mercury |
| 60       | 60       | 2000     | 2000     |                 | Zantelli Dino | Zantelli Dino | | | 2:14:41 | 158.149 | entrob. | Lucini | Alfa Romeo |
| 61       | 61       | 2001     | 2001     |                 | Zantelli Dino | Zantelli Dino | | | 2:01:49 | 174.853 | fuorib. | Clerici | Mercury |
| 62       | 62       | 2002     | 2002     |                 | Buzzi Fabio | Buzzi Fabio | | | 1:56:38 | 182.620 | entrob. | Buzzi | Prat & Witney |
| 63       | 2004     | 2004     | 2004     | 2004            | Buzzi Fabio | Buzzi Fabio | Buzzi Fabio | 1:47:47 | 1:47:47 | 197.610 | entrob. | FB Design | Prat & Witney |
| 64       | 2005     | 2005     | 2005     | 2005            | Zantelli Dino | Zantelli Dino | Zantelli Dino | 1:44:45 | 1:44:45 | 203.341 | fuorib. | Clerici | Mercury |
| 65       | 2006     | 2006     | 2006     | 2006            | Zantelli Dino | Zantelli Dino | Zantelli Dino | 1:53:05 | 1:53:05 | 188.350 | fuorib. | Clerici | Mercury |
| 66       | 2008     | 2008     | 2008     | 2008            | Zantelli Dino | Zantelli Dino | Zantelli Dino | 1:53:34 | 1:53:34 | 187.555 | fuorib. | Clerici | Mercury |
| 67       | 2009     | 2009     | 2009     | 2009            | Zantelli Dino | Zantelli Dino | Zantelli Dino | 1:40:01 | 1:40:01 | 148.775 | fuorib. | Clerici | Mercury |
| 68       | 2011     | 2011     | 2011     | 2011            | Zantelli Dino | Zantelli Dino | Zantelli Dino | 2:10:30 | 2:10:30 | 163.218 | fuorib. | Clerici | Mercury |
| 69       | 2021 (c) | 2021 (c) | 2021 (c) | 2021 (c)        | Carli Gianluca | Carli Gianluca | Carli Gianluca | 1:29:14 | 1:29:14 | 168.090 | fuorib. | BABA | Mercury |
| 70       | 70       | 2023     | 2023     | 2023            | Cappellini Guido | Cappellini Guido | 0:56:37 | 0:56:37 | 0:56:37 | 200.290 | fuorib. F1 | DAC | Mercury |
| 71       | 71       | 2024 (d) | 2024 (d) | 2024 (d)        | Cappellini Guido | Cappellini Guido | 1:45:39 | 1:45:39 | 1:45:39 | 199.340 | fuorib. F1 | DAC | Mercury |
| 72       | 72       | 2025     | 2025     | 2025            | Cappellini Guido | Cappellini Guido | 1:41:54 | 1:41:54 | 1:41:54 | 207.26 | fuorib. F1 | DAC | Mercury |
|          |          |          |          | (a) (b) (c) (d) | arrivo a Chioggia partenza da Cremona, arrivo a Venezia partenza da Sannazzaro d'Ongina (PC) arrivo a Voltagrimana (Porto Viro) | arrivo a Chioggia partenza da Cremona, arrivo a Venezia partenza da Sannazzaro d'Ongina (PC) arrivo a Voltagrimana (Porto Viro) | arrivo a Chioggia partenza da Cremona, arrivo a Venezia partenza da Sannazzaro d'Ongina (PC) arrivo a Voltagrimana (Porto Viro) | arrivo a Chioggia partenza da Cremona, arrivo a Venezia partenza da Sannazzaro d'Ongina (PC) arrivo a Voltagrimana (Porto Viro) | arrivo a Chioggia partenza da Cremona, arrivo a Venezia partenza da Sannazzaro d'Ongina (PC) arrivo a Voltagrimana (Porto Viro) | arrivo a Chioggia partenza da Cremona, arrivo a Venezia partenza da Sannazzaro d'Ongina (PC) arrivo a Voltagrimana (Porto Viro) | arrivo a Chioggia partenza da Cremona, arrivo a Venezia partenza da Sannazzaro d'Ongina (PC) arrivo a Voltagrimana (Porto Viro) | arrivo a Chioggia partenza da Cremona, arrivo a Venezia partenza da Sannazzaro d'Ongina (PC) arrivo a Voltagrimana (Porto Viro) | arrivo a Chioggia partenza da Cremona, arrivo a Venezia partenza da Sannazzaro d'Ongina (PC) arrivo a Voltagrimana (Porto Viro) |